# Campeonato de Oceanía de Judo de 1996
El XV Campeonato de Oceanía de Judo se celebró en Wellington (Nueva Zelanda) entre el 2 y el 3 de junio de 1996 bajo la organización de la Unión de Judo de Oceanía.
En total se disputaron dieciséis  pruebas diferentes, ocho masculinas y ocho femeninas.

## Resultados

### Masculino
| Evento            | Oro                        | Plata                       | Bronce                                                |
| ----------------- | -------------------------- | --------------------------- | ----------------------------------------------------- |
| –60 kg            | Brian Power Australia      | Colin Gibbons Australia     | Ben Pilley Nueva Zelanda                              |
| –65 kg            | Darren Fagan Australia     | Tom Hill Australia          | —                                                     |
| –71 kg            | Danny Fagan Australia      | Robert Maurency Australia   | Tihema Waenga Nueva Zelanda                           |
| –78 kg            | Gábor Szabó Australia      | Steven Hill Australia       | Nick Bernyck Australia                                |
| –86 kg            | Gavin Kelly Australia      | David Wilkinson Australia   | Chris Palmer Australia Robert Levy Nueva Zelanda      |
| –95 kg            | Robert Ivers Australia     | Peter Swan Australia        | Nacanieli Qerewaqa Fiyi                               |
| +95 kg            | Wayne Watson Nueva Zelanda | David Cordery Nueva Zelanda | Miklos Szabo Australia                                |
| Categoría abierta | Nacanieli Qerewaqa Fiyi    | Steven Hill Australia       | Gareth Knight Nueva Zelanda Robert Levy Nueva Zelanda |

### Femenino
| Evento            | Oro                            | Plata                    | Bronce                                                   |
| ----------------- | ------------------------------ | ------------------------ | -------------------------------------------------------- |
| –48 kg            | Tina Kirkman Australia         | Tammy Acciari Australia  | Julia Serrano Australia                                  |
| –52 kg            | Cathy Brain-Grainger Australia | Angela Raguz Australia   | Rebecca Sullivan Australia                               |
| –56 kg            | Narelle Hill Australia         | Jadranka Raguz Australia | Yvonne Mitchell Australia                                |
| –61 kg            | Lara Sullivan Australia        | Angela Deacon Australia  | Kylie Koenig Australia                                   |
| –66 kg            | Catherine Arlove Australia     | Carly Dixon Australia    | Mary Warren Nueva Zelanda                                |
| –72 kg            | Natalie Galea Australia        | Rebecca Smith Australia  | Elinore Stallworthy Nueva Zelanda                        |
| +72 kg            | Heidi Burnett Australia        | Francis Albrew Australia | Caroline Curren Australia                                |
| Categoría abierta | Carly Dixon Australia          | Angela Deacon Australia  | Natasha Forgeson Nueva Zelanda Mary Warren Nueva Zelanda |

## Medallero
| Núm. | País          | Oro | Plata | Bronce | Total |
| ---- | ------------- | --- | ----- | ------ | ----- |
| 1    | Australia     | 14  | 15    | 8      | 37    |
| 2    | Nueva Zelanda | 1   | 1     | 9      | 11    |
| 3    | Fiyi          | 1   | 0     | 1      | 2     |
|      | TOTAL         | 16  | 16    | 18     | 50    |